# Виллари, Паскуале
Паскуале Виллари (итал. Pasquale Villari; род. 3 октября 1827, Неаполь — 11 декабря 1917, Флоренция) — итальянский историк и политический деятель. Профессор истории во Флоренции 1866, член парламента, 1884 сенатор, 1892 министр народного просвещения в кабинете Рудини.

## Биография
Участвовал в восстании 15 мая 1848 года в Неаполе против правительства Бурбона, вследствие чего вынужден был искать убежища во Флоренции, где учился и занимался историческими исследованиями в публичных библиотеках. 
В 1856 году он начал публиковать первые исторические статьи в Archivio Storico Italiano, а в 1859 году издал первый том своего труда Storia di Girolamo Savonarola e de' suoi tempi, благодаря которому был назначен преподавателем истории в Пизе.
Второй том появился в 1861 году, и работа, которая скоро стала на его родине признанной классикой, была переведена на различные иностранные языки. Вскоре Виллари начал работу над ещё более серьёзным трудом, Niccolò Machiavelli e i suoi tempi (1877—1882). В это время он уехал из Пизы и занял должность заведующего кафедрой философии истории в институте Studii Superiori во Флоренции, где он был также назначен членом совета образования (1862 год). Он служил присяжным заседателем на международной выставке того же года в Лондоне и написал важную монографию об образовании в Англии и Шотландии.
В 1869 году он был назначен заместителем государственного министра образования и вскоре после этого был избран членом парламента, занимая эту должность в течение нескольких лет. 
В 1884 году он был избран сенатором, а в 1891—1892 годах — министром просвещения в первом кабинете маркиза ди Рудини. 
В 1893—1894 годах Паскуале опубликовал многочисленные эссе по флорентийской истории, первоначально изданной в Nuova Antologia под общим названием  I primi due secoli della storia di Firenze, а в 1901 году написал Le Invasioni barbariche in Italia, научно-популярную работу, рассказывающую о событиях сразу после падения Римской империи. Все эти работы были переведены на английский язык женой историка, Линдой Вайт Виллари. Другой стороной деятельности Виллари был его интерес к политическим и социальным проблемам современного ему мира; хотя он никогда не был членом какой-либо политической партии, его речи и письма всегда привлекали значительное внимание итальянской общественности.
Иностранный член французской Академии моральных и политических наук (1911), член-корреспондент Британской академии (1914).

## Семья
Был женат на английской писательнице и переводчице Линде Вайт Мазини Виллари, которая, в числе прочего, сделала множество переводов на английский язык трудов своего мужа—итальянца. В этом браке родился сын Луиджи Виллари, который как и отец, стал историком, а на политическом поприще служил в качестве дипломата.

## Сочинения
- Saggio sulla filosofia della storia, 1854;
- Storia di Gerolamo Savonarola e dei suoi tempi, 2 volumi, 1859—1861;
- Lettere meridionali, 1875;
- Niccolò Machiavelli e i suoi tempi, 3 volumi, 1877—1882;
- Arte, storia e filosofia, 1884;
- I primi due secoli della Storia di Firenze, 2 volumi, 1893—1894;
- Le invasioni barbariche in Italia, 1901;
- L’Italia da Carlo Magno ad Arrigo VII, 1910;